# Celeste Alías
Celeste Alías és una cantant barcelonina de jazz. Va estudiar clarinet a Manresa i Badalona abans de descobrir la seva vocació de cantant. Entre els seus professors conten, entre d'altres Llibert Fortuny, Ramon Escalé i Roger Mas. Va estudiar jazz a l'a l'Escola Superior de Música de Catalunya amb Carme Canela i Ana Finger.
Ha col·laborat amb músics com David Mengual, Jorge Rossy, Perico Sambeat, Albert Cirera o Gonzalo del Val, entre d'altres. Participa en diverses formacions. Amb el pianista Marco Mezquida desenvolupa des del 2005 un treball d'improvisació i jazz i va publicar el 2011 Two Lonely People. Amb el guitarrista Santi Careta va gravar Black in Blue, en el qual homenatgen Nina Simone, Billie Holiday i Abbey Lincoln. Amb Santi Careta a la guitarra, David Soler al pedal steel i Oriol Roca a la baterial va crear el projecte Jazz Machín, inspirat en el compositor i cantant cubà Antonio Machín.
Obres destacades
- Two Lonely People (2011), duo amb Marco Mezquida
- Llunàtics (2015), duo amb Marco Mezquida[4]
- Tot sembla tan senzill (2017) Llibre-disc amb poemes de Montserrat Abelló musicats per Celeste Alías,[5] acompanyat per Dani Pérez (guitarra), David Mengual (contrabaix) i Oriol Roca (bateria).[6]